# Cnemolioides albovariegatus
Cnemolioides albovariegatus is een keversoort uit de familie boktorren (Cerambycidae). De wetenschappelijke naam van de soort werd in 1898 gepubliceerd door Charles Owen Waterhouse.